# Lái Thiêu
Lái Thiêu est un quartier de la ville de Thuận An dans la province de Bình Dương au Vietnam. Il est célèbre pour ses céramiques et ses fruits,.

## Description
Le quartier compte 50 669 habitants au recensement de 2011.
Il est lui-même divisé en 9 quartiers :
- Hoalong
- Long Thoi
- Marché
- Nguyên Trai
- Dong Nhi
- Dong Tu
- Binh Hoa
- Binh Duc 1
- Binh Duc 2

Il compte plusieurs établissements d'éducation :
- Lycée Nguyen Trai
- Collège Nguyen Van Tiet
- Collège de Phu Long
- École primaire Tran Quoc Toan

## Histoire
Avant 1975, Lái Thiêu est une terre convoitée développant le tourisme par ses jardins fruitiers de Cau Ngang et Binh Nham, ses villages d'artisanat traditionnels, son artisanat de la laque, ses peintures sur verre, sa fabrication de sabots, de vaisselle, de porcelaine...